# Emmanuel Adebayor
Sheyi Emmanuel Adebayor (Lomé, 26 de febrer del 1984) és un jugador togolès de futbol descendent de nigerians i que juga de davanter.

## Biografia
Adebayor va començar la seva carrera professional en un camp de tecnificació a Lomé. El passà a un nivell sub-15 i era seleccionat pel club francès FC Metz. Després d'una prova, Adebayor fitxava pel club el 1999 i passava a jugar al nivell sub-17 durant dos anys, abans de passar al primer equip a finals de la temporada 2001-02. Jugà nou partits i aconseguí dos gols. La temporada 2002-03, Adebayor marcava disset gols en 35 partits, aconseguint l'ascens a la Ligue 1 francesa. L'AS Monaco FC el signà el 2003, on tindria la competència de davanters com Shabani Nonda, Fernando Morientes o Dado Pršo i va marcar set gols en disset partits, ajudant-los a arribar a la final de la Lliga de Campions del 2003-04 amb dos gols en deu partits.

### Temporada 2005–06
El 13 de gener del 2006, Adebayor signava per l'Arsenal per un preu no revelat, però estimat en 3 milions d'euros. Fou llavors quan adoptà el sobrenom de "Baby Kanu" a causa de la seva semblança amb l'anterior estrella de l'Arsenal Nwankwo Kanu, que Adebayor havia idolatrat.
El 4 de febrer del 2006, Adebayor feia el seu debut amb l'Arsenal en un partit de la Premiership a Birmingham i feia un gol en 21 minuts, en un partit que l'Arsenal guanyava per 2-0. Al final de la seva primera temporada per als Gunners havia marcat quatre gols en deu partits. Tanmateix, Adebayor no va poder jugar la Champions League amb l'Arsenal, que acabà amb la final contra el FC Barcelona a París, degut al fet d'haver jugat les rondes prèvies amb l'AS Monaco als inicis de la temporada.

### Temporada 2006–07
Adebayor donava la victòria a l'Arsenal marcant un gol contra el Manchester United FC a Old Trafford, la seva primera victòria de lliga a la temporada 2006-07. El 8 de novembre del 2006, Adebayor marcava l'únic gol del partit que portava l'Arsenal als quarts de final de la Copa de la Lliga contra l'Everton FC.
Adebayor fou expulsat en la final de la Carling Cup que l'Arsenal perdia per 2-1 amb el Chelsea FC, per un cop de puny a Frank Lampard. Més tard, fou sancionat per aquest fet amb 3 partits de suspensió.

### Temporada 2007–08

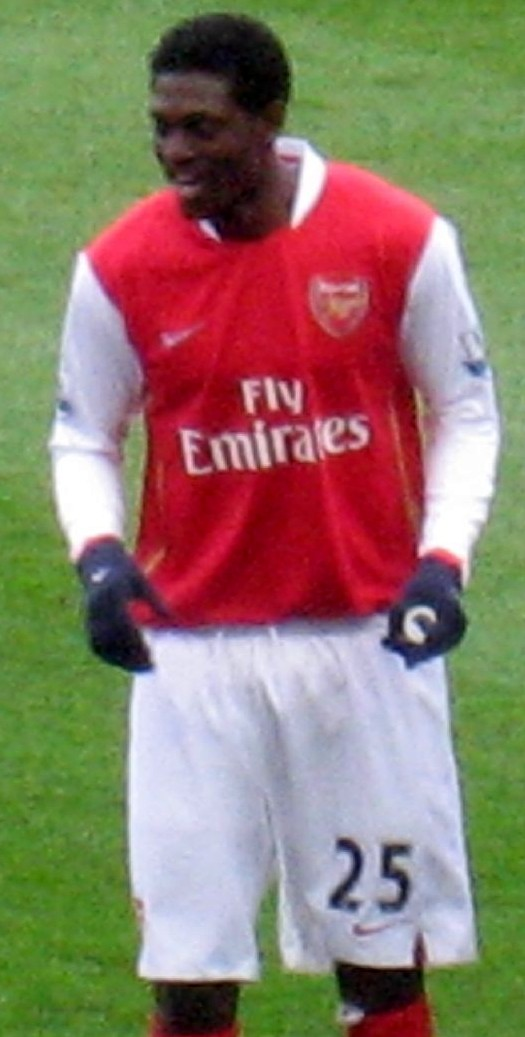
Adebayor el 2008

Després de marcar de penal en la victòria 3–1 contra el Portsmouth, els seus dos gols contra el Tottenham van permetre guanyar l'Arsenal per 3–1 en el primer derby del nord de Londres de la temporada. Adebayor va marcar després el seu primer hat-trick amb l'Arsenal en la victòria per 5–0 a casa contra el Derby County el 22 de setembre del 2007; aquest fou el seu segon hat-trick marcat a l'Emirates.
Més tard, el 22 de gener del 2008 es veié embolicat en una controvèrsia per un incident, en el qual topava amb Nicklas Bendtner set minuts abans del final en la semifinal de la Copa de la Lliga anglesa de futbol, que acabava amb derrota a Tottenham per 5-1. Bendtner es va fer mal al nas, per la qual cosa Adebayor va demanar perdó l'endemà Tres dies després, marcà el gol número 100 a l'Emirates Stadium durant la victòria per 3 a 0 a la FA Cup davant el Newcastle United.
Titular el 4 de març del 2008 contra l'AC Milan a la Lliga de Campions, va marcar el seu primer gol a la competició.
El 19 de juliol de 2009 va signar pel Manchester City per uns 25 milions de lliures esterlines.

### Reial Madrid CF
El 25 de gener de 2011 es va fer oficial la cessió del davanter togolès al Reial Madrid CF, on arriba per a substituir Gonzalo Higuaín, lesionat. El club blanc acordà pagar la meitat del salari del jugador, uns quatre milions d'euros, i es reservà una opció de compra unilateral per 15 milions d'euros al final de la temporada 2010-11. El jugador va ser presentat amb la nova samarreta blanca el 27 de gener a l'estadi Santiago Bernabéu, debutant a l'estadi Reyno de Navarra el 30 de gener. El 2 de febrer va marcar el seu primer gol com a madridista a la semifinal de Copa contra el Sevilla FC.
Va marcar vuit gols en 22 partits, entre Lliga, Copa i Lliga de Campions. En finalitzar la temporada, el club blanc no va exercir la seva opció de compra pel jugador.

### Internacional
Adebayor ajudava Togo a arribar a la Copa del Món de futbol 2006 marcant onze gols en els partits qualificadors, més que qualsevol altre jugador en les eliminatòries africanes. Com a conseqüència, fou nominat per a Futbolista africà de l'any.
Fou seleccionat per la Copa d'Àfrica de 2006, on va ser suplent en el primer partit després d'una baralla a l'autocar amb l'entrenador. Adebayor va amenaçar inicialment de deixar el campionat, però més tard es tornava a entrenar amb l'equip. Togo fou eliminada després de perdre tots tres partits i en mig de la polèmica per les primes dels jugadors. Malgrat tot, Adebayor va tornar a l'equip el setembre del 2007.

## Estadístiques
Actualitzades a 21 de maig de 2011.
| Club                  | Temporada             | Lliga   | Lliga | Lliga   | Copa    | Copa | Copa    | Europa  | Europa | Europa  | Total   | Total | Total   |
| Club                  | Temporada             | Partits | Gols  | Assists | Partits | Gols | Assists | Partits | Gols   | Assists | Partits | Gols  | Assists |
| --------------------- | --------------------- | ------- | ----- | ------- | ------- | ---- | ------- | ------- | ------ | ------- | ------- | ----- | ------- |
| FC Metz               | 2001-02               | 10      | 2     | -       | -       | -    | -       | -       | -      | -       | 10      | 2     | -       |
| FC Metz               | 2002-03               | 34      | 13    | -       | -       | -    | -       | -       | -      | -       | 34      | 13    | -       |
| Total al Metz         | Total al Metz         | 44      | 15    |         | -       | -    | -       | -       | -      | -       | 44      | 15    | -       |
| AS Monaco             | 2003-04               | 31      | 8     | 0       | -       | -    | -       | 9       | 0      | 0       | 40      | 8     | 0       |
| AS Monaco             | 2004-05               | 34      | 9     | 0       | -       | -    | -       | 8       | 1      | 0       | 42      | 10    | 0       |
| AS Monaco             | 2005-06               | 13      | 1     | 1       | -       | -    | -       | 7       | 3      | 3       | 15      | 1     | 2       |
| Total al Mónaco       | Total al Mónaco       |         |       |         | -       | -    | -       |         |        |         | 97      | 19    | 2       |
| Arsenal FC            | 2005–06               | 13      | 4     | 0       | 0       | 0    | 0       | 0       | 0      | 0       | 13      | 4     | 0       |
| Arsenal FC            | 2006–07               | 29      | 8     | 6       | 4       | 2    | 0       | 8       | 0      | 0       | 41      | 10    | 6       |
| Arsenal FC            | 2007–08               | 36      | 24    | 4       | 2       | 2    | 0       | 9       | 3      | 1       | 47      | 29    | 5       |
| Arsenal FC            | 2008-09               | 26      | 10    | 5       | 2       | 0    | 0       | 9       | 6      | 2       | 37      | 16    | 7       |
| Total a l'Arsenal     | Total a l'Arsenal     | 104     | 46    | 15      | 8       | 4    | 0       | 26      | 9      | 3       | 138     | 59    | 18      |
| Manchester City       | 2009-10               | 26      | 14    | 5       | 5       | 0    | 1       | 0       | 0      | 0       | 31      | 14    | 5       |
| Manchester City       | 2010-11               | 8       | 1     | 0       | 0       | 0    | 0       | 6       | 4      | 0       | 14      | 5     | 0       |
| Total al City         | Total al City         | 34      | 15    | 5       | 5       | 0    | 1       | 6       | 4      | 0       | 45      | 19    | 5       |
| Reial Madrid CF       | 2010-11               | 14      | 5     | 0       | 2       | 1    | 0       | 6       | 2      | 0       | 22      | 8     | 0       |
| Total al Reial Madrid | Total al Reial Madrid | 14      | 5     | 0       | 2       | 1    | 0       | 6       | 2      | 0       | 22      | 8     | 0       |

## Estil de joc
Adebayor és un davanter versàtil que juga a guanyar l'esquena a les defenses rivals. Sovint busca la profunditat per a les passades dels centrecampistes i utilitza la seva presència física per guanyar pilotes aèries (ha marcat el 26% dels seus gols amb l'Arsenal de cap).
Ha estat considerat un finalitzador erràtic, però en la temporada 2007–08 ha experimentat una notable evolució en la seva tècnica i habilitat amb el joc amb els peus, que li ha permès batre tots els seus registres golejadors.

## Premis a la seva carrera

### AS Monaco FC
- Finalista Lliga de Campions 2003-2004

### Arsenal
- Finalista Copa de la Lliga anglesa de futbol: 2006–07

### Reial Madrid CF
- Copa del Rei: 2010-11

### Personal
- Gol del mes a Anglaterra. Temporada 2007-08 (setembre).
- Gol de la temporada 2007-08.
- Membre de l'Equip de l'Any (2007–08) a la Premiership.